# Scott McInnis

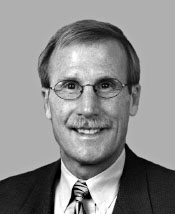
Scott McInnis

Scott Steve McInnis (* 9. Mai 1953 in Glenwood Springs, Colorado) ist ein US-amerikanischer Politiker. Zwischen 1993 und 2005 vertrat er den dritten Wahlbezirk des Bundesstaates Colorado im US-Repräsentantenhaus.

## Werdegang
Scott McInnis besuchte die Glenwood Springs High School und danach das Mesa College in Grand Junction. Später setzte er seine Ausbildung am Fort Lewis College, wo er Jura studierte, und der St. Mary’s University in San Antonio (Texas) fort. Dort beendete er im Jahr 1980 seine Studienzeit. In den folgenden Jahren arbeitete McInnis als Polizeioffizier in Glenwood Springs. Außerdem war er Leiter eines Krankenhauses und war als Rechtsanwalt tätig.
Politisch wurde McInnis Mitglied der Republikanischen Partei. Von 1983 bis 1993 war er Abgeordneter im Repräsentantenhaus von Colorado. Bei den Kongresswahlen des Jahres 1992 wurde er im dritten Distrikt von Colorado in das US-Repräsentantenhaus in Washington, D.C. gewählt. Dort trat er am 3. Januar 1993 die Nachfolge des Demokraten Ben Nighthorse Campbell an. Nach fünf Wiederwahlen konnte er bis zum 3. Januar 2005 insgesamt sechs Legislaturperioden im Kongress absolvieren. Dort war er zeitweise Mitglied im Committee on Ways and Means. Im Jahr 2004 verzichtete er auf eine erneute Kandidatur.
Heute arbeitet Scott McInnis als Partner in der Anwaltskanzlei Hogan & Hartson. Er galt als der aussichtsreichste republikanische Kandidat für die im Jahr 2010 anstehenden Gouverneurswahlen in Colorado, bis er in den Vorwahlen am 10. August mit 49,3 % zu 50,6 % gegen den politischen Quereinsteiger Dan Maes verlor.